# Odalengo Grande
Odalengo Grande (Audalengh Grand in Piedmontese) là một đô thị ở tỉnh Alessandria trong vùng Piedmont của Italia, có vị trí cách khoảng 35 km về phía đông của Torino và khoảng 40 km về phía tây bắc của Alessandria. Tại thời điểm ngày 31 tháng 12 năm 2004, đô thị này có dân số 537 người và diện tích là 15,9 km².
Odalengo Grande giáp các đô thị: Cerrina Monferrato, Murisengo, Odalengo Piccolo, Robella, Verrua Savoia, Villadeati, và Villamiroglio.